# Un genio in pannolino 2
Superbabies: Baby Geniuses 2 è un film del 2004 diretto da Bob Clark.
È il sequel di Un genio in pannolino (Baby Geniuses), e ha ricevuto parecchie critiche negative. Si tratta dell'ultimo film girato da Bob Clark.

## Accoglienza

### Incassi
Il film fu un flop al botteghino ed è considerato uno dei peggiori film mai fatti, incassando solo 9448644 $ rispetto al costo di realizzazione di 20 milioni di dollari.

### Critica
Superbabies: Baby Geniuses 2 detiene un raro punteggio dello 0% su Rotten Tomatoes, con 46 recensioni tutte negative e un punteggio medio di 2.5/10. Il consenso critico del sito recita: "Una sorprendente mancanza di gusto pervade Superbabies: Baby Geniuses 2, un sequel che offre ulteriore prova del fatto che le pessime battute non sono divertenti nemmeno quando provengono dalla bocca dei bambini".

## Riconoscimenti
Il film è stato candidato a sette Razzie Awards nel 2004 per le seguenti categorie:
- Peggior film
- Peggior regista (Bob Clark)
- Peggior sceneggiatura (Gregory Poppen)
- Peggior attore non protagonista (Jon Voight)
- Peggiori effetti speciali
- Peggior sequel
- Peggior fotografia